# Ásta Árnadóttir

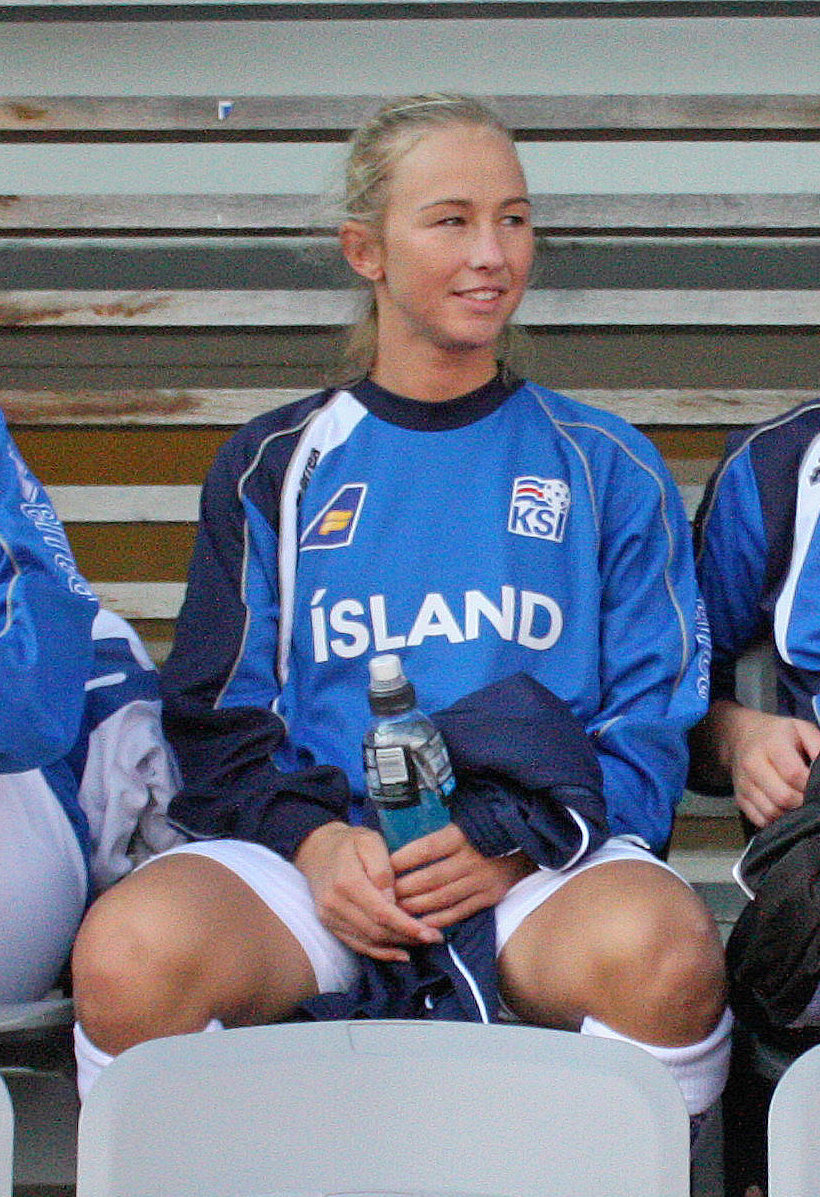
Ásta Árnadóttir (2009)

Ásta Árnadóttir (* 9. Juni 1983) ist eine isländische Fußballspielerin. Die Abwehrspielerin stand zuletzt 2010 beim isländischen Verein Valur Reykjavík unter Vertrag und spielte für die isländische Nationalmannschaft.
Ásta gab in der Saison 2001 für die Spielgemeinschaft Þór/KA aus Akureyri ihr Debüt in der isländischen Liga. 2003 wechselte sie zu Valur Reykjavík. Mit Valur wurde sie 2004, 2006, 2007 und 2008 isländische Meisterin sowie 2006 isländische Pokalsiegerin. Zur Saison 2009 wechselte sie zum schwedischen Erstligisten Tyresö FF. 2010 bestritt sie noch ein Spiel für Valur Reykjavík.
Am 25. September 2004 debütierte sie in einem Länderspiel gegen die USA in der isländischen Nationalmannschaft. Ihr letztes Länderspiel machte sie am 17. September 2009. In ihren 36 Länderspielen ist ihr kein Tor gelungen.
Ásta ist bekannt für ihre Salto-Einwürfe. Die UEFA nahm ein Trainingsvideo auf, in welchem Ásta ihre Technik demonstriert.